# Laholmsbuktens strand
Laholmsbuktens strand är med sina ca 20 km en av Sveriges längsta sammanhängande sandstränder. (Sveriges längsta sammanhängande sandstrand finns på Gotska Sandön.) Stranden sträcker sig längs Laholmsbukten med början i söder vid Stensåns mynning i Hemmeslövsstrand, Båstads kommun. Den slutar vid Lagaoset, Laholms kommun som angränsar till Halmstad i norr. Sanddyner och strandängar följer den mjukt rundade bukten i 12 km. Stranden är en bred, långgrund, mjuk sandstrand där sanddyner skiljer stranden från det övriga kustområdet. En miljö för sol och bad, men också för naturupplevelser, rekreation och motion.
Den milslånga sandstranden användes i gångna tider som landsväg, med busstrafik till Båstad redan på 1930-talet. Idag finns från E6 ett flertal avfarter som leder till strandområdet.
Namnet Laholmsbuktens strand används i media som ett samlingsnamn för den sammanhängande stranden längs badorterna Hemmeslövsstrand, Eskilstorpsstrand, Skummeslövsstrand och Mellbystrand.

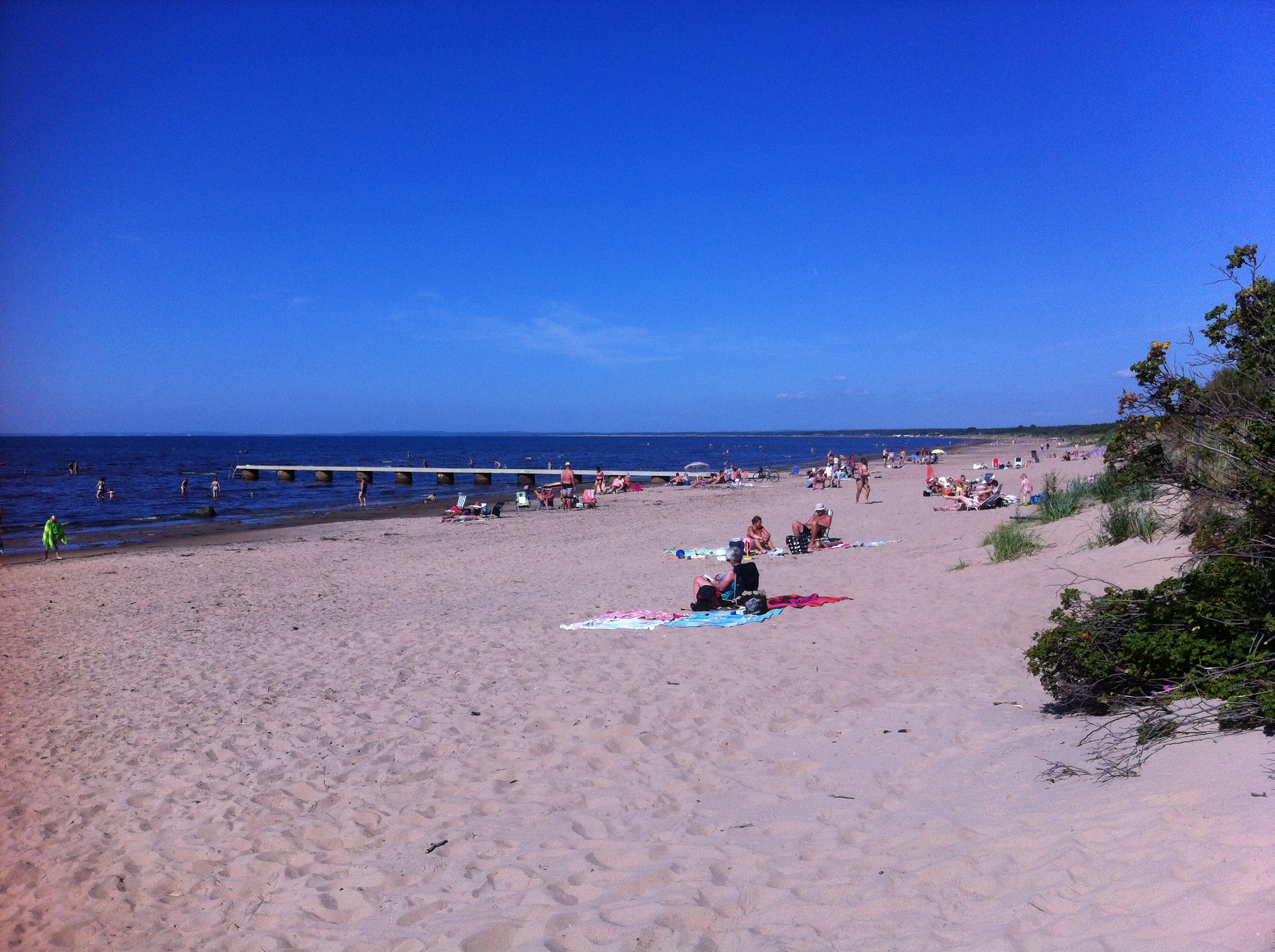
Badbrygga på Laholmsbuktens strand på gränsen mellan Hemmeslövsstrand och Eskilstorpsstrand.

## Latitud och longitud
Nordligaste punkt
- Lagaoset, Laholms kommun  (koordinater 56°32′54″N 12°56′52″Ö / 56.54833°N 12.94778°Ö)

Sydligaste punkt
- Hemmeslövsstrand, Båstads kommun (koordinater 56°26′9″N 12°52′40″Ö / 56.43583°N 12.87778°Ö)